# 초원에 뜨는 별
《초원에 뜨는 별》은 KBS 2TV에서 1985년 11월 16일부터 1986년 2월 9일까지 방영되었던 드라마인데 지방 중소도시를 무대로 선후배로 성장한 두 남자와 의지가 강한 여인이 엮는 청춘물로 청년들의 야망과 애증을 그린다.

## 출연진
- 한진희
- 유지인
- 정동환
- 김순철
- 안대용
- 강효실
- 이진숙
- 이주실
- 조은덕
- 송석호
- 장칠군
- 최재성
- 김선영
- 한현배
- 이한수
- 공경구
- 장정희
- 박상연
- 전인화

## 제작진
- 극본 : 정하연
- 연출 : 정병식
- 기술감독 : 최명호
- 조명감독 : 정철주
- 영상 : 홍종범
- 녹화 : 홍정근
- 음향 : 김비홍, 유광연, 이병희
- 영사 : 고윤기
- 조명 : 김장현, 장현기
- 무대 디자인 : 박영대
- 타이틀 : 김태준
- 소품 : 허표영, 윤재흠
- 의상 : 조만기
- 분장 : 전예출
- 미용 : 김용자
- 주제가 작사 : 박건호
- 작곡 : 김희갑
- 노래 : 윤시내
- 음악 : 김기갑, 심재훈, 김동찬, 이창훈
- 카메라 : 박용근, 한건용, 박재운
- 야외촬영 : 최희원
- 조명 : 최광영
- 조연출 : 이응진